# Батьки-пілігрими

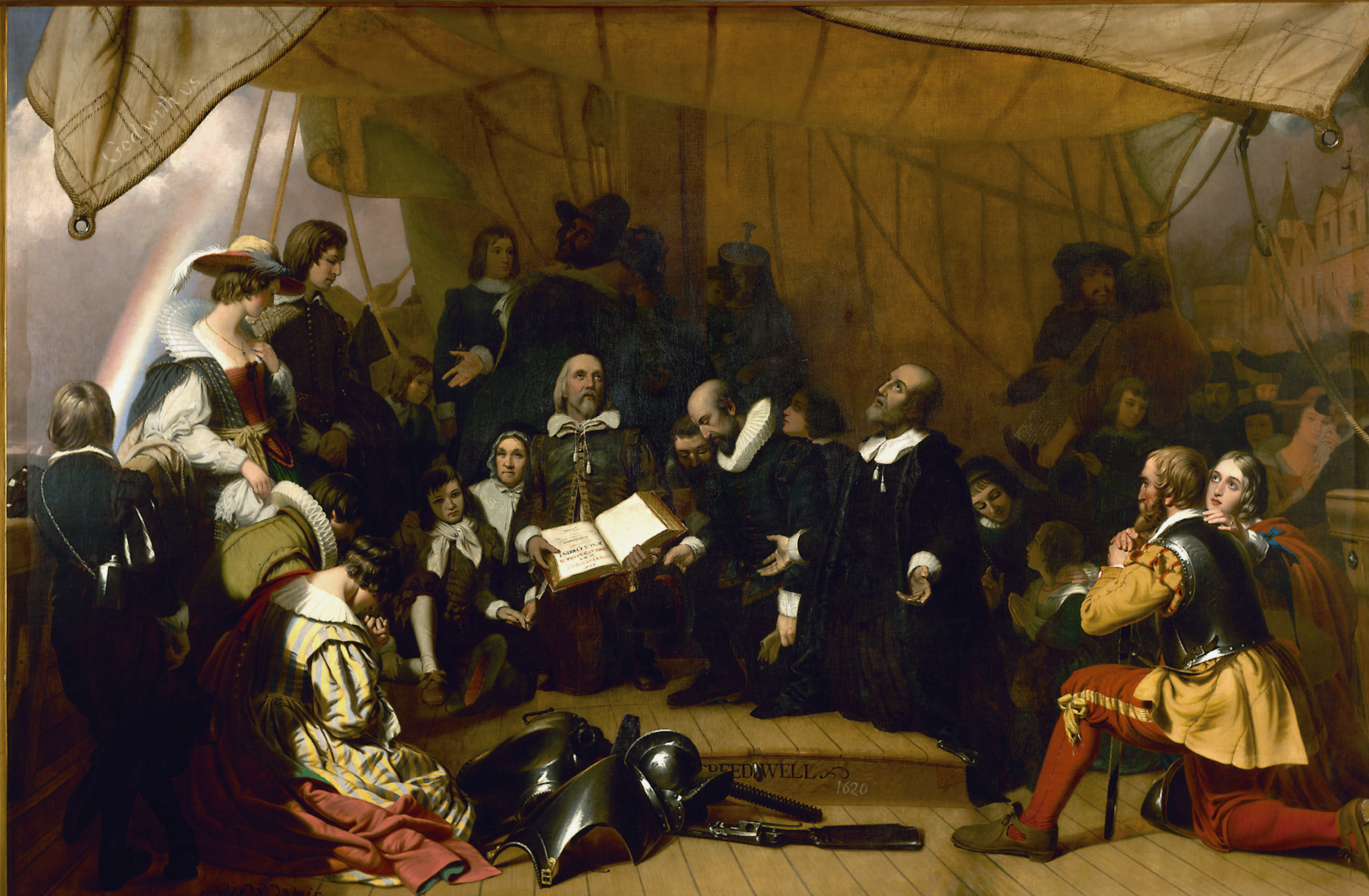
Роберт Вейр (Robert W. Weir). Батьки-пілігрими сідають на корабель. 1844.

Батьки́-пілігри́ми (англ. Pilgrim Fathers або просто англ. The Pilgrims) — назва перших поселенців, які прибули для створення нової колонії в Північній Америці. Плімутська колонія (нині місто Плімут у штаті Массачусетс), заснована в 1620 році, стала першим англійським поселенням із постійним населенням і першим великим поселенням Нової Англії, другим найуспішнішим англійським поселенням (після заснованого в 1607 році Джеймстауна у Вірджинії) на території сучасних США. Бувши глибоко релігійними людьми, поселенці Плімутської колонії відрізнялися пуританською вдачею і прихильністю традиціям. Деякі з їхніх традицій стали невіддільною частиною американської культури. До числа таких належить звичай святкувати День подяки (вперше відзначався пілігримами в Новому Плімуті в 1621 році). Історія Батьків-пілігримів, що переселилися за океан у пошуках релігійної свободи, стала центральною в історії та культурі Сполучених Штатів Америки.

## Історія
Основну частину поселенців становили англійські пуритани, релігійні дисиденти. Незадоволені тим, що панівна Англіканська церква схиляється до ідей католицизму, вони бажали створити незалежну церкву. Одна з підпільних громад збиралася в селищі Скрубі графства Йорк. Її лідерами були проповідники Річард Кліфтон і Джон Моррісон.
Через переслідування з боку влади дисиденти перебралися з Англії в Нідерланди, де до їхніх поглядів ставилися терпимо, в 1608 році — в Амстердам, а в 1609 році — в Лейден. До 1617 року громада влаштувалася на новому місці і зросла до 300 членів. Проте, багато переселенців не знайшли роботи в Нідерландах, а деякі, не витримавши важких умов життя і культурних відмінностей, виїжджали назад в Англію. Нове покоління, що народилося на нідерландській землі, забували традиції і звичаї предків. Громаду очікувала поступова асиміляція.
Після довгих роздумів було вирішено вирушити до Америки, в новозасновану (1607) колонію Вірджинія. Колишні колоністи могли надати підтримку в захисті від ворожих місцевих племен. З іншого боку, територія колонії була досить велика, щоб новоприбулі могли поселитися на деякій відстані від колишніх поселень і відчувати себе відносно незалежно. Для переїзду та облаштування пуритани мали потребу в кредитах і дозволах на будівництво. Вони знайшли таку підтримку у Томаса Вестона, лондонського торговця залізним товаром.
У 1620 році пуритани отримали від «Вірджинської компанії» право на землю в Північній Америці на умовах відпрацювання. Компанія сплатила їх переїзд. На кораблі «Спідвел» вони вирушили з Голландії до Англії. У Саутгемптоні до них приєдналася ще одна група переселенців на кораблі «Мейфлавер». 15 серпня обидва кораблі відплили в Плімут, але незабаром виявилося, що «Спідвел» непридатний для плавання через океан. Його пасажири перейшли на борт «Мейфлавер». 16 вересня 1620 року корабель із поетичною назвою «Травнева квітка» (англ. Mayflower), на борту якого перебувало 102 людини, вийшов у море.
Двомісячне океанське плавання було важким. Через бурі й шторми корабель відхилився далеко на північ. Дві людини померли в дорозі. Один народився на кораблі і отримав ім'я Океанус Хопкінс.
21 листопада 1620 року «Мейфлавер» кинув якір біля мису Код (нині штат Массачусетс). Серед найвідоміших пасажирів «Мейфлавера» були Вільям Брюстер, Джон Карвер і капітан пілігримів Майлз Стендіш.

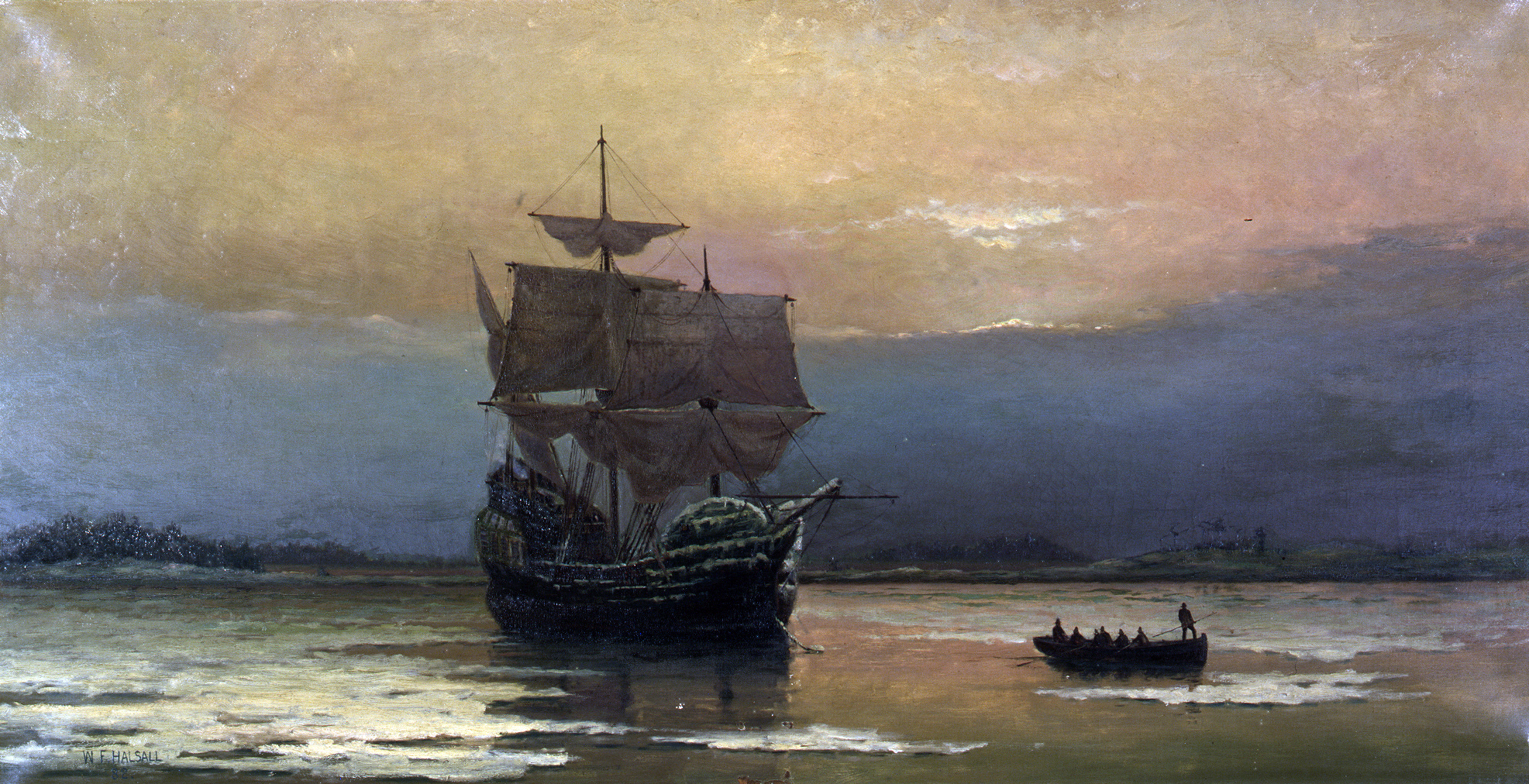
Корабель «Мейфлавер», який перевіз «пілігримів» в Новий Світ. Полотно Вільяма Холсалла, 1882.

Відразу після прибуття серед пуритан виник конфлікт. Через помилку в курсі колоністи виявилися набагато північніше ділянки землі у Вірджинії, які вони повинні були відпрацювати. У зв'язку з цим, частина їх вважала, що контракт із Вірджинською компанією втратив чинність. У результаті переговорів 21 листопада 1620 року 41 людина, глави всіх сімей поселенців, підписали так звану «Мейфлаверську угоду». У цій угоді вони закріпили намір заснувати колонію і зобов'язалися підпорядковуватися законам, «які будуть вважатися придатними і відповідними загальному благу колонії». Ця угода стала з часом символом демократичного самоврядування. Після підписання губернатором був обраний Джон Карвер. Після його смерті (1621) губернатором став Вільям Бредфорд, який займав цей пост 11 років, і до його смерті (1657) його обирали на різні посади. У 1650 році він опублікував книгу «Плімутське поселення» — достовірне свідчення очевидця, один із перших зразків американської історіографії.
З 25 листопада невеликі групи переселенців почали висаджуватися на березі, щоб обстежити нову землю. Майже відразу ж на них напали індіанці. Завдяки вогнепальній зброї поселенці вийшли переможцями зі збройного зіткнення.

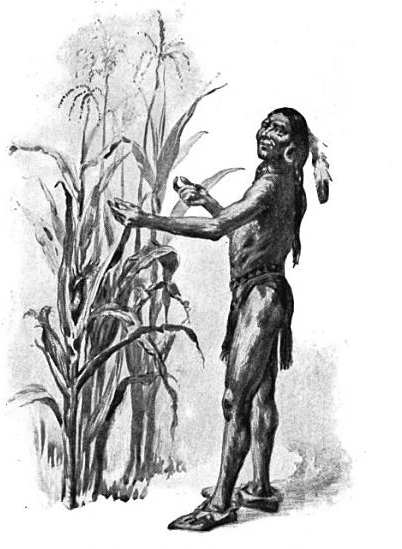
Скванто навчає колоністів

25 грудня, на Різдво, колоністи почали будувати Будинок зборів, поклавши цим початок поселенню Нью-Плімут. Зимували вони на кораблі, страждаючи від холоду і хвороб. Лише половина прибулих пережила важку першу зиму. Однак інші не впали духом. Індіанець, якого звали Тіскуантум, а пілігрими називали Скванто, що раніше знайомий був з англійськими моряками й трохи розумів їхню мову, навчив їх вирощувати маїс і гарбуз і показав, де ловиться риба і водиться дичина. З його допомогою пілігрими вижили в дикому незнайомому краю і оцінили Скванто як помічника, неждано посланого Богом для їхнього блага. Наступного року колоністи зуміли забезпечити себе зерном на зиму. З цього приводу губернатор колонії Бредфорд оголосив один день днем подяки Богу. Цей звичай пізніше поширився по всіх колоніях Нової Англії, а в 1789 році перший президент США Джордж Вашингтон оголосив 26 листопада загальнонаціональним Днем Подяки.
У наші дні десятки мільйонів жителів США мають хоча б одного предка з-поміж батьків-пілігримів.

## Походження назви
Спочатку у пілігримів не було власної назви. Іноді вони називали себе святими, богообраним народом. Інші їх назви — сепаратисти чи брауністи (від імені автора ідеї сепаратизму Роберта Брауна). Назва біблійного походження, сходить до посланню ап. Павла до євреїв (Євр. 11:13-14). Уперше воно з'являється в книзі Вільяма Бредфорда «Плімутське поселення». У 1793 році на святі «Дня батьків-першопоселенців» у Плімуті преподобний Чарльз Роббінс вжив цю назву в проповіді, а в 1820 році у своїй промові — відомий політик і оратор Деніел Вебстер. У 1825 році була опублікована поема англійки Феліції Хеманс «Прибуття батьків-пілігримів до Нової Англії». До 1840 року назва «Батьки-Пілігрими» стала загальновживаною.